# Simplicia butesalis
Simplicia butesalis là một loài bướm đêm trong họ Noctuidae.